# Kastanjebanketten
Kastanjebanketten syftar på en orgie som skall ha ägt rum i Vatikanen den 30 oktober 1501 g.s. på initiativ av påve Alexander VI:s son, don Cesare Borgia. En ögonvittnesskildring av tillställningen finns bevarad i en latinsk dagbok, Liber Notarum, av den påvlige sekreteraren tillika ceremonimästaren Johann Burchard.

## Historia
Banketten skall ha hållits i don Cesare Borgias privata salonger i påvepalatset. Johann Burchards skildring lyder: 
"Söndag kväll, 30 oktober [1501], bjöd don Cesare Borgia sin far på en aftonmåltid i påvepalatset, i närvaro av 50 ärbara prostituerade eller kurtisaner i praktfulla dräkter. Efter maten dansade dessa med betjänterna och andra där, till en början fullt påklädda och efterhand helt nakna. Ljusstakar med tända ljus ställdes ner på golvet och kastanjer ströddes ut. Nakna och på alla fyra var de prostituerade tvungna att plocka upp kastanjerna med munnen medan de kröp omkring bland ljusstakarna. Påven tittade på och beundrade deras ädla delar. Kvällen slutade med en oanständig tävlan mellan dessa kvinnor i par med Vatikanens manliga betjäning om priser som påven utlovade. Don Cesare, donna Lucrezia och påven tog senare varsin partner som fallit dem i smaken för ytterligare samkväm.”
Enligt William Manchester skall betjänter ha hållit "räkningen på vars och ens orgasmer, för påven beundrade storligen virilitet och mätte manlighet efter förmågan att ejakulera". En annan kommentator uppger att påve Alexander VI själv föreslog räknandet.

### Invändning
Cesare Borgias sentida biograf Rafael Sabatini (1875-1950) ifrågasatte sanningshalten i Johann Burchards ögonvittnesskildring på grundval av en egen stilstudie. Han hävdade att skildringen stred mot den stil som präglade resten av Burchards dagbok.

### Fotnoter
1. ↑  Lee, 2005, s. 192.
2. ↑  Johann Burchard, 1963
3. ↑  Manchester, 1992, s. 79.
4. ↑  Wiegand/Sass, 2008, s. 196.
5. ↑  Sabatini, The Life of Cesare Borgia (BiblioBazaar, 2008, s. 228-237) ISBN 9781434675446